# Deirdre Curtin

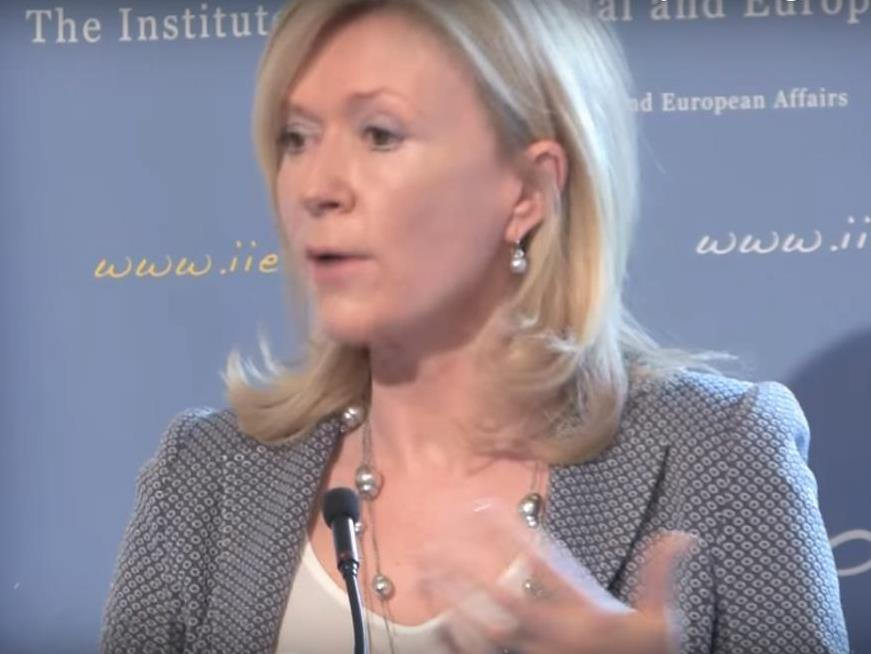
Deirdre Curtin (2014)

Deirdre M. Curtin (* 17. Januar 1960 in Dublin)  ist eine irische Jura-Professorin für Europäisches Recht. 
Curtin studierte Jura am University College Dublin und am Trinity College in Dublin. Danach war sie mehrere Jahre Referendarin (Legal Secretary) beim irischen Richter am Europäischen Gerichtshof in Luxemburg. 1991 wurde sie an der National University of Ireland promoviert. 1992 bis 2002 war sie Professorin für Internationales Recht (Recht Internationaler Organisationen) an der Universität Utrecht, war 2003 bis 2013 in Teilzeit Professorin für Internationales und Europa-Recht an der Utrecht School of Governance (USBO) und ist seit 2008 Professorin für Europäisches Recht an der Universität Amsterdam. Sie ist Direktorin des Amsterdam Centre for European Law and Governance (ACELG).
2014/15 war sie Fellow am Wissenschaftskolleg Berlin. Sie war auch Gastprofessorin am College of Europe in Brügge und am Centre for European Law der Universität Cambridge.
Seit 2015 ist sie Professorin für Europäisches Recht am Europäischen Hochschulinstitut in Florenz.
Sie ist eine führende Expertin für EU-Recht in den Niederlanden und untersucht grundlegende Phänomene wie Legitimität, Rechenschaftspflicht (wobei sie Defizite in der EU aufdeckte), demokratische Legitimation und Geheimhaltung im Europarecht. Neben rechtlichen Aspekten untersucht sie auch allgemein Verwaltungsstrukturen und deren Effektivität.
2007 erhielt sie den Spinoza-Preis. 2003 wurde sie Mitglied der Königlich Niederländischen Akademie der Wissenschaften. 2008 wurde sie Ehrendoktorin des University College Dublin. 2013 wurde sie Honorary Bencher in den King’s Inns in Dublin.

## Schriften
- The constitutional structure of the Union: A Europe of bits and pieces, Common Market Law Review, Band 30, 1993, S. 17–69